# Gostyń (Wyry)
Gostyń (deutsch Gostin) ist ein Dorf im Powiat Mikołowski in der Woiwodschaft Schlesien in Polen. Das oberschlesische Dorf bildet mit dem etwas kleineren Wyry die Landgemeinde Wyry mit etwa 8000 Einwohnern.

## Geschichte
Bei der Volksabstimmung in Oberschlesien am 20. März 1921 wurden in Gostin 39 Stimmen, bzw. 6,25 % der gültigen Stimmen für den Verbleib bei Deutschland und 585 für den Anschluss an Polen abgegeben. Da der Stimmkreis Pleß, dem der Ort angehörte, mit großer Mehrheit für Polen gestimmt hatte, wurden der Kreis Pleß und Gostin zum 28. Juni 1922 als Gostyń an Polen abgetreten.
Zwischen 1922 und 1939 gehörte der Ort zur autonomen Woiwodschaft Schlesien. Im September 1939 wurde Gostyń von der deutschen Wehrmacht besetzt, im Januar 1945 dann durch die Rote Armee und kam in der Folge wieder an Polen.
Von 1975 bis 1998 gehörte die Region zur Woiwodschaft Kattowitz.

## Kultur
Gostyń hat zwei römisch-katholische Kirchen.

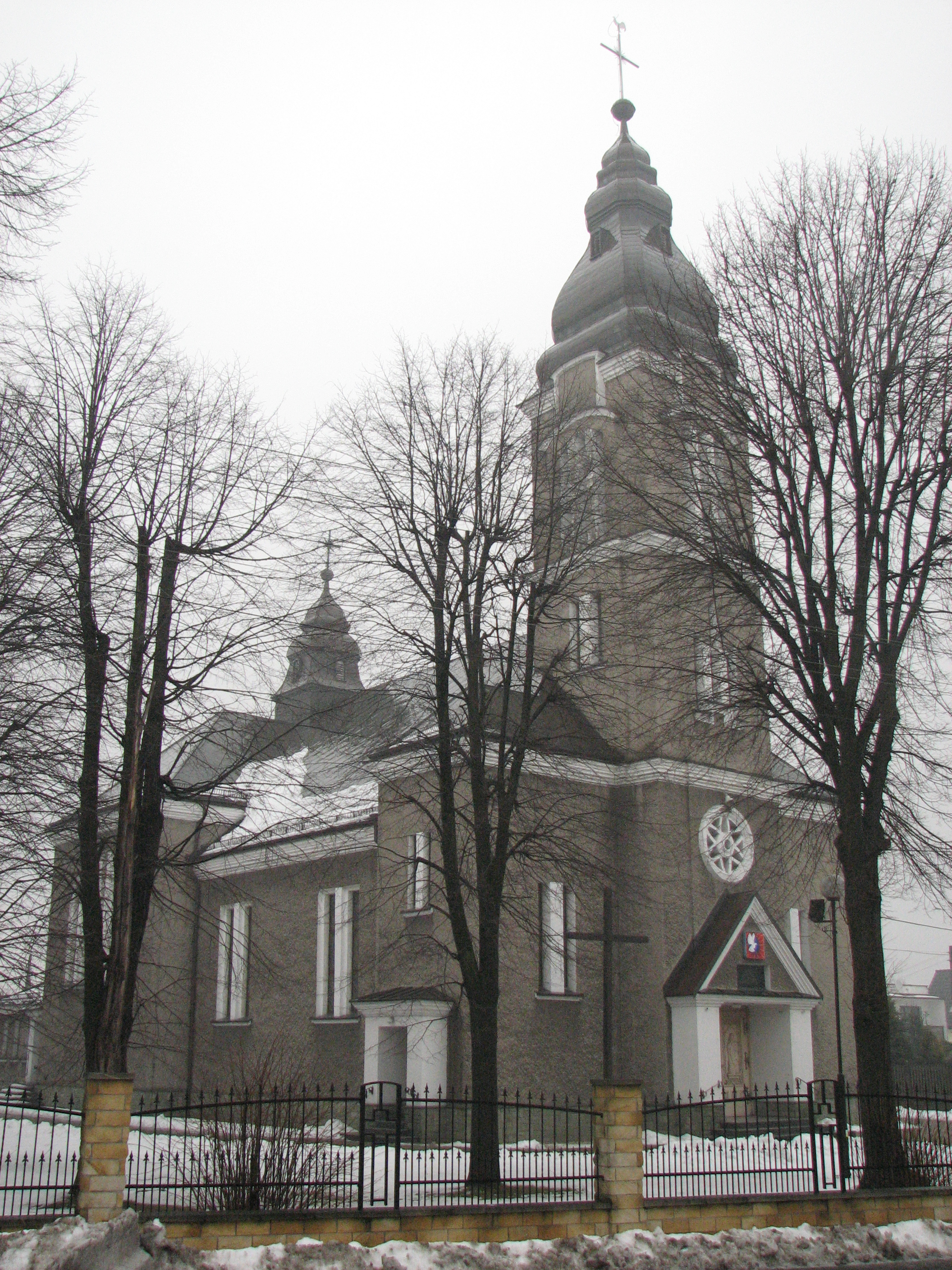
Ältere Kirche in Gostyń
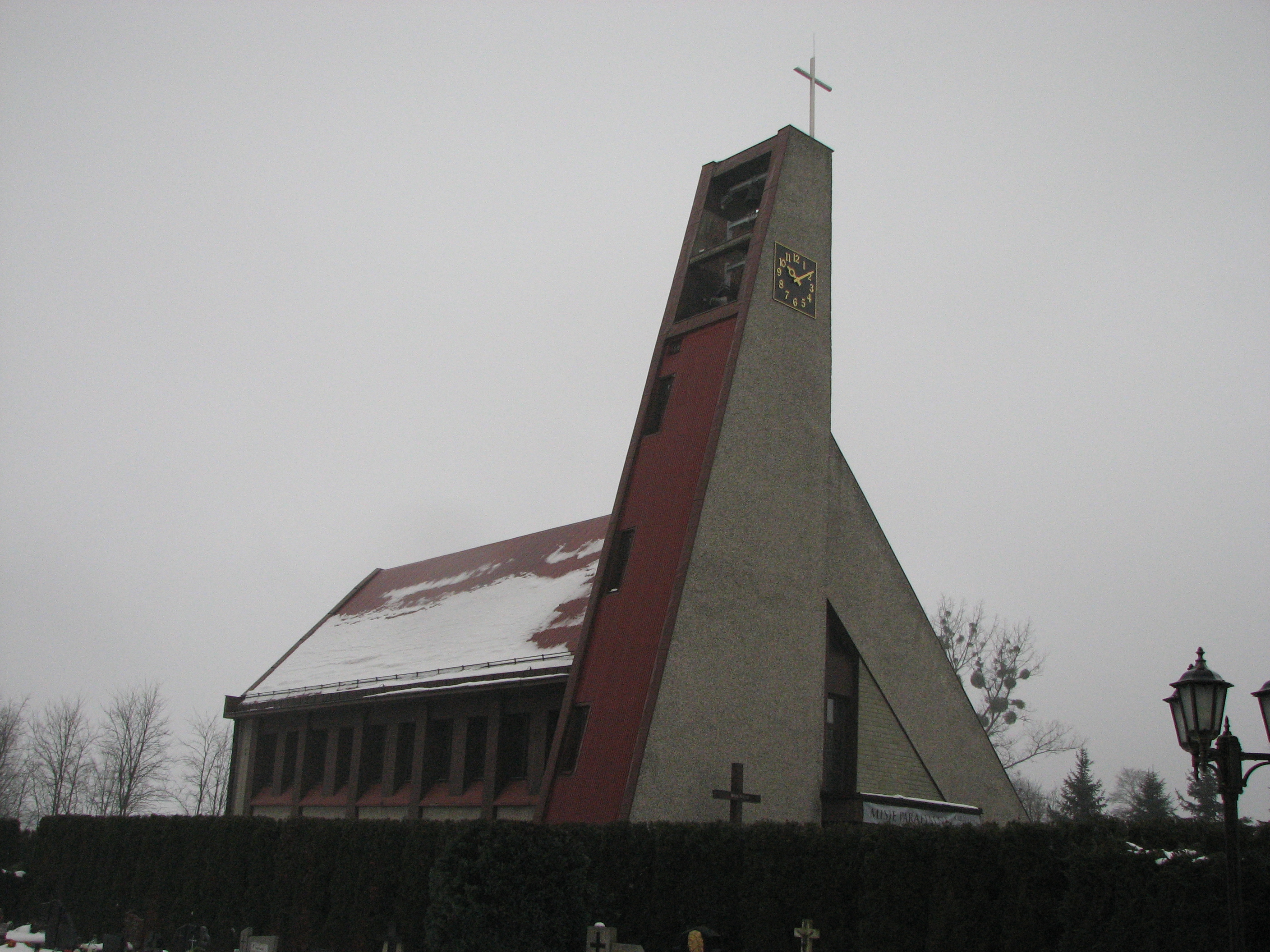
Katholische Kirche von 1997
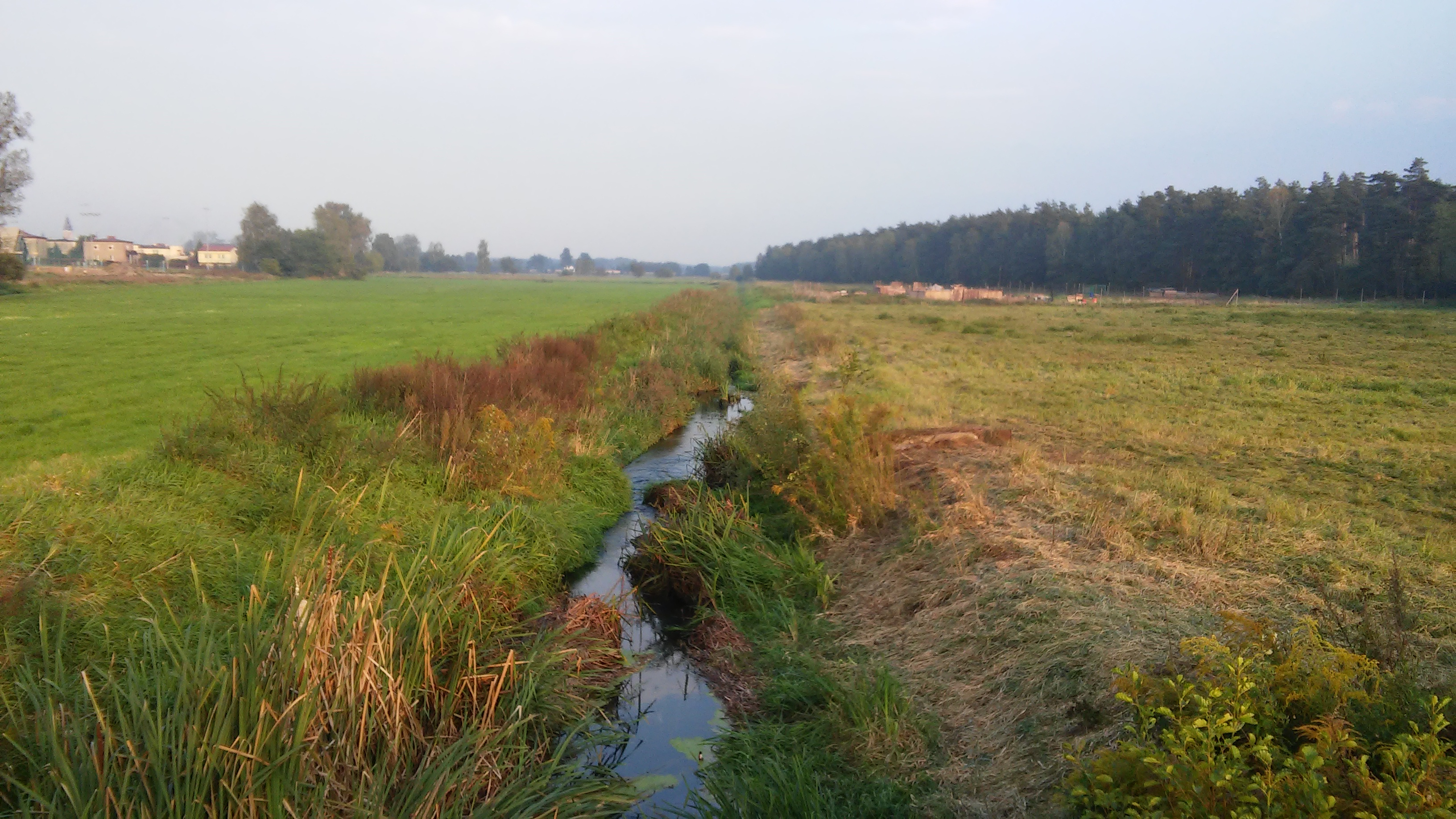
Landschaftsbild